# ألفين سكوت
ألفين سكوت (بالإنجليزية: Alvin Scott)‏ مواليد 14 سبتمبر 1955 في كليفلاند، هو لاعب كرة سلة أمريكي. بدأ مسيرته الاحترافية في سنة 1977. تم اختياره من قبل فريق فينيكس صنز خلال الدرافت. يحمل الرقم 14. يبلغ طوله 6 قدم 7 بوصة (2.0 م). اعتزل اللعب في 1988.

## روابط خارجية
- ألفين سكوت على موقع إن بي أي (الإنجليزية)
- ألفين سكوت على موقع سبورتس رفرنس (الإنجليزية)
- ألفين سكوت على موقع الدوري الإسباني لكرة السلة (الإسبانية)
- ألفين سكوت على موقع كلية كرة السلة في سبورتس رفرنس.كوم (الإنجليزية)
- ألفين سكوت على موقع ريلجم (الإنجليزية)
- ألفين سكوت على موقع بروبوليرز (الإنجليزية)
- ألفين سكوت على موقع سبورتس رفرنس (الإنجليزية)